# Vuelo 411 de Aeroflot
El vuelo 411 de Aeroflot era un vuelo regular internacional desde el aeropuerto de Sheremetyevo, Moscú (Unión Soviética) a Freetown (Sierra Leona) previa escala en Dakar (Senegal). Temprano el 6 de julio de 1982, el Ilyushin Il-62 de cuatro motores se estrelló y fue destruido por un incendio después de que dos motores se apagaran poco después del despegue. Los 90 pasajeros y la tripulación a bordo murieron como resultado del accidente.

## Avión
La aeronave accidentada era un Ilyushin Il-62M, con matrícula SSSR-86513. Su primer vuelo fue en noviembre de 1980 y había volado poco más de 4.800 horas antes del accidente. Los cuatro motores a reacción del Il-62 están montados en pares, en pilones a ambos lados del fuselaje trasero.

## Tripulación
La composición de la tripulación del vuelo 411 de Aeroflot fue la siguiente:
- Comandante: Alexander Ivanovich Fadeichev
- Copiloto: Khariton Alekseevich Romanov
- Navegador: Vasily Yakovlevich Zyakin
- Ingeniero de vuelo: Philip Stepanovich Rodkin
- Operador de vuelo: Vladimir Borisovich Shepping

5 asistentes de vuelo trabajaron en la cabina de la aeronave :
- Vera Anatolyevna Sedlova
- Olga Leonidovna Kalinina
- lilia vasilievna smirnova
- Yuri Igorevich Sazhin
- Anatoly Ivánovich Vaganov

## Nacionalidad de los fallecidos
| Nacionalidad    | Pasajeros | Tripulación | Total |
| --------------- | --------- | ----------- | ----- |
| Unión Soviética | 46        | 10          | 56    |
| Sierra Leona    | 21        | -           | 21    |
| Alemania        | 5         | -           | 5     |
| Austria         | 2         | -           | 2     |
| Senegal         | 2         | -           | 2     |
| Irlanda         | 1         | -           | 1     |
| India           | 1         | -           | 1     |
| Polonia         | 1         | -           | 1     |
| Cabo Verde      | 1         | -           | 1     |
| Total           | 80        | 10          | 90    |

## Accidente
El vuelo fue operado por un Il-62M registrado como CCCP-86513, fue volado por la tripulación de la Dirección Central de Comunicaciones Aéreas Internacionales (TsUMVS). El despegue se realizó de noche, en condiciones climáticas sencillas. En total, el vuelo duró solo 2 minutos 35 segundos.
Ya al octavo segundo después del despegue de la pista y de la retracción del tren de aterrizaje, saltó la alarma de incendio del motor n° 1 (exterior izquierdo) en la consola del ingeniero de vuelo. Actuando de acuerdo con el Manual de Vuelo (FOM), la tripulación informó sobre el incendio, apagó el motor y aplicó tres ráfagas del sistema de extinción de incendios. Medio minuto después, la situación se agravó por la alarma de incendio del motor No. 2 (interior izquierdo). Después de algunas deliberaciones, la FAC dio la orden de apagar también este motor. Al no tener margen de maniobra en los dos motores derechos restantes (No. 3 y 4) y no poder desarrollar jet fuel, cuya cantidad estaba calculada para un vuelo al continente africano, los pilotos tomaron la difícil decisión de virar alrededor con un rolloy deslizándose hacia los motores en marcha (a la derecha) y aproximación para aterrizar en el aeropuerto de Sheremetyevo en un rumbo opuesto al de aterrizaje.
Cuando se apagó el motor No. 2, la velocidad del transatlántico era de 320 km / h, la altitud de vuelo era de unos 160 metros, los flaps estaban en la posición de despegue (30 °).
Durante algún tiempo, la tripulación, en condiciones de falta de empuje de los motores restantes y falta de tiempo para transferir la aeronave a la configuración de aterrizaje, luchó por mantener la altitud de vuelo, sin embargo, la pérdida continua de velocidad condujo a un aumento de los ángulos de ataque y deslizamiento lateral y la consiguiente entrada en pérdida de la aeronave. Con una velocidad vertical de 25 m/s y un ángulo de cabeceo de 20°, el vuelo SU-411 se estrelló contra el bosque entre el pueblo de Mendeleevo y el pueblo de Klushino ( distrito de Solnechnogorsk ), a 11,4 kilómetros del aeropuerto de Sheremetyevo, colapsó e incendió.
Como resultado del desastre, murieron 89 personas, los 10 miembros de la tripulación y 79 pasajeros. Sobrevivió una pasajera (una ciudadana de Sierra Leona), pero 2 días después del desastre, murió en el hospital 

## Investigación
El examen posterior al choque de los motores no encontró daños previos al choque ni signos de incendio en vuelo: las advertencias de incendio eran falsas. El sistema de advertencia de incendios quedó casi completamente destruido por el choque y el incendio y no se pudo determinar el motivo de las falsas advertencias; aunque se informaron nueve casos de fugas de aire sangrado que causaron advertencias falsas de incendio del motor en los Il-62 entre 1975 y la fecha del accidente, esto se descartó como una causa.
La investigación encontró que era imposible que la aeronave mantuviera la altitud con dos motores con los flaps preparados para el despegue y con un peso de 164 514 kilogramos (362 691 lb), que estaba cerca del peso máximo de despegue de un Il-62. No encontró fallas en las acciones de los pilotos, quienes no pudieron realizar un aterrizaje forzoso debido a la oscuridad y las áreas urbanas en el suelo. La investigación encontró que los pilotos habían seguido los procedimientos del manual de vuelo; sin embargo, no había ningún procedimiento en el manual de vuelo para cubrir la situación en la que se encontraban.

## Eventos posteriores
Los primeros en llegar al lugar del accidente fueron residentes del pueblo de Mendeleevo. La información sobre el desastre, de acuerdo con las normas vigentes en ese momento en la URSS, fue clasificada.
El lugar del accidente se hizo conocido entre los habitantes de Mendeleev como "Airplane Glade". En un claro triangular, hay carteles conmemorativos de la tripulación del vuelo 411 y sus pasajeros, incluidos los marineros de Odessa que volaron a África para cambiar la tripulación del barco que estaba allí.

## Memorial
Se erigió un monumento a la tripulación del vuelo 411 en el cementerio de Khimki (entre los sitios No. 108 y No. 107).